# Eleições legislativas portuguesas de 1983 nos Açores
| Eleições legislativas portuguesas de 1983 Distritos: Aveiro \| Beja \| Braga \| Bragança \| Castelo Branco \| Coimbra \| Évora \| Faro \| Guarda \| Leiria \| Lisboa \| Portalegre \| Porto \| Santarém \| Setúbal \| Viana do Castelo \| Vila Real \| Viseu \| Açores \| Madeira \| Estrangeiro |

## Resultados por Concelho
Os resultados nos concelhos da Região Autónoma dos Açores foram os seguintes:

### Angra do Heroísmo
| Partido                 | Partido                     | Votos  | %               | +/-  |
| ----------------------- | --------------------------- | ------ | --------------- | ---- |
|                         | Partido Social Democrata    | 8 248  | 48,11 / 100,00  | 0,85 |
|                         | Partido Socialista          | 6 553  | 38,23 / 100,00  | 2,83 |
|                         | Centro Democrático e Social | 907    | 5,29 / 100,00   | 0,65 |
|                         | Aliança Povo Unido          | 469    | 2,74 / 100,00   | 0,82 |
|                         | Outros                      | 497    | 2,89 / 100,00   |      |
| Votos Inválidos         | Votos Inválidos             | 469    | 2,74 / 100,00   | 0,64 |
| Total                   | Total                       | 17 143 | 100,00 / 100,00 |      |
| Eleitorado/Participação | Eleitorado/Participação     | 24 692 | 69,43 / 100,00  | 6,31 |

### Calheta
| Partido                 | Partido                          | Votos | %               | +/-  |
| ----------------------- | -------------------------------- | ----- | --------------- | ---- |
|                         | Partido Social Democrata         | 1 793 | 78,37 / 100,00  | 0,13 |
|                         | Centro Democrático e Social      | 238   | 10,40 / 100,00  | 0,88 |
|                         | Partido Socialista               | 153   | 6,69 / 100,00   | 0,61 |
|                         | Partido Democrático do Atlântico | 27    | 1,18 / 100,00   | 0,82 |
|                         | Outros                           | 35    | 1,52 / 100,00   |      |
| Votos Inválidos         | Votos Inválidos                  | 42    | 1,83 / 100,00   | 0,17 |
| Total                   | Total                            | 2 288 | 100,00 / 100,00 |      |
| Eleitorado/Participação | Eleitorado/Participação          | 3 240 | 70,62 / 100,00  | 8,39 |

### Corvo
| Partido                 | Partido                          | Votos | %               | +/-   |
| ----------------------- | -------------------------------- | ----- | --------------- | ----- |
|                         | Partido Social Democrata         | 113   | 57,07 / 100,00  | 1,19  |
|                         | Partido Socialista               | 64    | 32,32 / 100,00  | 3,39  |
|                         | Aliança Povo Unido               | 6     | 3,03 / 100,00   | 3,03  |
|                         | Partido Democrático do Atlântico | 3     | 1,52 / 100,00   | 1,52  |
|                         | União Democrática Popular        | 2     | 1,01 / 100,00   | 1,01  |
|                         | Outros                           | 2     | 1,02 / 100,00   |       |
| Votos Inválidos         | Votos Inválidos                  | 8     | 4,05 / 100,00   | 2,37  |
| Total                   | Total                            | 198   | 100,00 / 100,00 |       |
| Eleitorado/Participação | Eleitorado/Participação          | 318   | 62,26 / 100,00  | 16,55 |

### Horta
| Partido                 | Partido                     | Votos  | %               | +/-  |
| ----------------------- | --------------------------- | ------ | --------------- | ---- |
|                         | Partido Social Democrata    | 4 382  | 54,97 / 100,00  | 3,23 |
|                         | Partido Socialista          | 2 445  | 30,67 / 100,00  | 1,84 |
|                         | Centro Democrático e Social | 412    | 5,17 / 100,00   | 2,52 |
|                         | Aliança Povo Unido          | 383    | 4,80 / 100,00   | 0,81 |
|                         | Outros                      | 203    | 2,54 / 100,00   |      |
| Votos Inválidos         | Votos Inválidos             | 147    | 1,84 / 100,00   | 0,61 |
| Total                   | Total                       | 7 972  | 100,00 / 100,00 |      |
| Eleitorado/Participação | Eleitorado/Participação     | 10 707 | 74,46 / 100,00  | 7,87 |

### Lagoa
| Partido                 | Partido                          | Votos | %               | +/-   |
| ----------------------- | -------------------------------- | ----- | --------------- | ----- |
|                         | Partido Social Democrata         | 2 300 | 52,34 / 100,00  | 2,39  |
|                         | Partido Socialista               | 1 332 | 30,31 / 100,00  | 0,85  |
|                         | Centro Democrático e Social      | 226   | 5,14 / 100,00   | 3,04  |
|                         | Aliança Povo Unido               | 181   | 4,12 / 100,00   | 1,19  |
|                         | Partido Democrático do Atlântico | 59    | 1,34 / 100,00   | 0,05  |
|                         | Outros                           | 109   | 2,48 / 100,00   |       |
| Votos Inválidos         | Votos Inválidos                  | 187   | 4,26 / 100,00   | 1,63  |
| Total                   | Total                            | 4 394 | 100,00 / 100,00 |       |
| Eleitorado/Participação | Eleitorado/Participação          | 6 982 | 62,93 / 100,00  | 10,57 |

### Lajes das Flores
| Partido                 | Partido                     | Votos | %               | +/-   |
| ----------------------- | --------------------------- | ----- | --------------- | ----- |
|                         | Partido Social Democrata    | 450   | 49,94 / 100,00  | 0,54  |
|                         | Partido Socialista          | 298   | 33,07 / 100,00  | 0,47  |
|                         | Aliança Povo Unido          | 66    | 7,33 / 100,00   | 0,64  |
|                         | Centro Democrático e Social | 35    | 3,88 / 100,00   | 0,04  |
|                         | Outros                      | 17    | 1,87 / 100,00   |       |
| Votos Inválidos         | Votos Inválidos             | 35    | 3,88 / 100,00   | 0,73  |
| Total                   | Total                       | 901   | 100,00 / 100,00 |       |
| Eleitorado/Participação | Eleitorado/Participação     | 1 421 | 63,41 / 100,00  | 11,68 |

### Lajes do Pico
| Partido                 | Partido                     | Votos | %               | +/-  |
| ----------------------- | --------------------------- | ----- | --------------- | ---- |
|                         | Partido Social Democrata    | 1 507 | 50,76 / 100,00  | 0,09 |
|                         | Partido Socialista          | 1 205 | 40,59 / 100,00  | 0,84 |
|                         | Centro Democrático e Social | 94    | 3,17 / 100,00   | 1,56 |
|                         | Aliança Povo Unido          | 55    | 1,85 / 100,00   | 0,36 |
|                         | Outros                      | 58    | 1,96 / 100,00   |      |
| Votos Inválidos         | Votos Inválidos             | 50    | 1,69 / 100,00   | 0,21 |
| Total                   | Total                       | 2 969 | 100,00 / 100,00 |      |
| Eleitorado/Participação | Eleitorado/Participação     | 4 276 | 69,43 / 100,00  | 7,72 |

### Madalena
| Partido                 | Partido                     | Votos | %               | +/-  |
| ----------------------- | --------------------------- | ----- | --------------- | ---- |
|                         | Partido Social Democrata    | 1 872 | 58,12 / 100,00  | 0,61 |
|                         | Partido Socialista          | 1 019 | 31,64 / 100,00  | 1,80 |
|                         | Aliança Povo Unido          | 108   | 3,35 / 100,00   | 0,18 |
|                         | Centro Democrático e Social | 78    | 2,42 / 100,00   | 1,07 |
|                         | Outros                      | 75    | 2,34 / 100,00   |      |
| Votos Inválidos         | Votos Inválidos             | 69    | 2,14 / 100,00   | 0,37 |
| Total                   | Total                       | 3 221 | 100,00 / 100,00 |      |
| Eleitorado/Participação | Eleitorado/Participação     | 4 363 | 73,83 / 100,00  | 6,79 |

### Nordeste
| Partido                 | Partido                          | Votos | %               | +/-  |
| ----------------------- | -------------------------------- | ----- | --------------- | ---- |
|                         | Partido Social Democrata         | 1 787 | 57,02 / 100,00  | 7,35 |
|                         | Partido Socialista               | 850   | 27,12 / 100,00  | 4,77 |
|                         | Centro Democrático e Social      | 185   | 5,90 / 100,00   | 3,23 |
|                         | Aliança Povo Unido               | 78    | 2,49 / 100,00   | 0,23 |
|                         | Partido Democrático do Atlântico | 49    | 1,56 / 100,00   | 0,49 |
|                         | Outros                           | 59    | 1,88 / 100,00   |      |
| Votos Inválidos         | Votos Inválidos                  | 126   | 4,02 / 100,00   | 0,81 |
| Total                   | Total                            | 3 134 | 100,00 / 100,00 |      |
| Eleitorado/Participação | Eleitorado/Participação          | 4 509 | 69,51 / 100,00  | 9,86 |

### Ponta Delgada
| Partido                 | Partido                          | Votos  | %               | +/-   |
| ----------------------- | -------------------------------- | ------ | --------------- | ----- |
|                         | Partido Social Democrata         | 13 360 | 53,10 / 100,00  | 5,60  |
|                         | Partido Socialista               | 7 418  | 29,48 / 100,00  | 5,50  |
|                         | Aliança Povo Unido               | 1 179  | 4,69 / 100,00   | 0,69  |
|                         | Centro Democrático e Social      | 951    | 3,78 / 100,00   | 0,96  |
|                         | Partido Democrático do Atlântico | 834    | 3,31 / 100,00   | 0,07  |
|                         | Outros                           | 637    | 2,53 / 100,00   |       |
| Votos Inválidos         | Votos Inválidos                  | 780    | 3,10 / 100,00   | 0,67  |
| Total                   | Total                            | 25 159 | 100,00 / 100,00 |       |
| Eleitorado/Participação | Eleitorado/Participação          | 40 046 | 62,83 / 100,00  | 10,70 |

### Povoação
| Partido                 | Partido                          | Votos | %               | +/-     |
| ----------------------- | -------------------------------- | ----- | --------------- | ------- |
|                         | Partido Social Democrata         | 2 217 | 59,33 / 100,00  | 6,87    |
|                         | Partido Socialista               | 898   | 24,03 / 100,00  | 6,48    |
|                         | Centro Democrático e Social      | 238   | 6,37 / 100,00   | Estável |
|                         | Partido Democrático do Atlântico | 100   | 2,68 / 100,00   | 0,97    |
|                         | Aliança Povo Unido               | 60    | 1,61 / 100,00   | 0,14    |
|                         | Outros                           | 73    | 1,95 / 100,00   |         |
| Votos Inválidos         | Votos Inválidos                  | 151   | 4,04 / 100,00   | 0,01    |
| Total                   | Total                            | 3 737 | 100,00 / 100,00 |         |
| Eleitorado/Participação | Eleitorado/Participação          | 5 593 | 66,82 / 100,00  | 11,38   |

### Ribeira Grande
| Partido                 | Partido                     | Votos  | %               | +/-   |
| ----------------------- | --------------------------- | ------ | --------------- | ----- |
|                         | Partido Social Democrata    | 6 051  | 57,65 / 100,00  | 5,28  |
|                         | Partido Socialista          | 3 139  | 29,90 / 100,00  | 7,85  |
|                         | Centro Democrático e Social | 294    | 2,80 / 100,00   | 0,18  |
|                         | Aliança Povo Unido          | 227    | 2,16 / 100,00   | 0,16  |
|                         | Outros                      | 317    | 3,02 / 100,00   |       |
| Votos Inválidos         | Votos Inválidos             | 469    | 4,47 / 100,00   | 1,44  |
| Total                   | Total                       | 10 497 | 100,00 / 100,00 |       |
| Eleitorado/Participação | Eleitorado/Participação     | 16 338 | 64,25 / 100,00  | 13,22 |

### Santa Cruz da Graciosa
| Partido                 | Partido                     | Votos | %               | +/-  |
| ----------------------- | --------------------------- | ----- | --------------- | ---- |
|                         | Partido Social Democrata    | 1 650 | 62,57 / 100,00  | 2,93 |
|                         | Partido Socialista          | 816   | 30,94 / 100,00  | 4,78 |
|                         | Centro Democrático e Social | 30    | 1,14 / 100,00   | 0,26 |
|                         | Outros                      | 71    | 2,70 / 100,00   |      |
| Votos Inválidos         | Votos Inválidos             | 70    | 2,66 / 100,00   | 1,81 |
| Total                   | Total                       | 2 637 | 100,00 / 100,00 |      |
| Eleitorado/Participação | Eleitorado/Participação     | 4 053 | 65,06 / 100,00  | 7,45 |

### Santa Cruz das Flores
| Partido                 | Partido                     | Votos | %               | +/-   |
| ----------------------- | --------------------------- | ----- | --------------- | ----- |
|                         | Partido Social Democrata    | 559   | 44,94 / 100,00  | 10,01 |
|                         | Partido Socialista          | 250   | 20,10 / 100,00  | 2,46  |
|                         | Centro Democrático e Social | 203   | 16,32 / 100,00  | 3,13  |
|                         | Aliança Povo Unido          | 42    | 3,38 / 100,00   | 1,43  |
|                         | Outros                      | 33    | 2,64 / 100,00   |       |
| Votos Inválidos         | Votos Inválidos             | 157   | 12,62 / 100,00  | 10,45 |
| Total                   | Total                       | 1 244 | 100,00 / 100,00 |       |
| Eleitorado/Participação | Eleitorado/Participação     | 1 749 | 71,13 / 100,00  | 8,86  |

### São Roque do Pico
| Partido                 | Partido                     | Votos | %               | +/-  |
| ----------------------- | --------------------------- | ----- | --------------- | ---- |
|                         | Partido Social Democrata    | 1 037 | 53,87 / 100,00  | 0,95 |
|                         | Partido Socialista          | 677   | 35,17 / 100,00  | 0,24 |
|                         | Aliança Povo Unido          | 97    | 5,04 / 100,00   | 0,46 |
|                         | Centro Democrático e Social | 35    | 1,82 / 100,00   | 0,32 |
|                         | Outros                      | 40    | 2,07 / 100,00   |      |
| Votos Inválidos         | Votos Inválidos             | 39    | 2,03 / 100,00   | 1,68 |
| Total                   | Total                       | 1 925 | 100,00 / 100,00 |      |
| Eleitorado/Participação | Eleitorado/Participação     | 2 627 | 73,28 / 100,00  | 6,39 |

### Velas
| Partido                 | Partido                     | Votos | %               | +/-  |
| ----------------------- | --------------------------- | ----- | --------------- | ---- |
|                         | Partido Social Democrata    | 1 874 | 64,60 / 100,00  | 1,60 |
|                         | Centro Democrático e Social | 484   | 16,68 / 100,00  | 2,07 |
|                         | Partido Socialista          | 394   | 13,58 / 100,00  | 1,48 |
|                         | Outros                      | 84    | 2,89 / 100,00   |      |
| Votos Inválidos         | Votos Inválidos             | 65    | 2,24 / 100,00   | 0,21 |
| Total                   | Total                       | 2 901 | 100,00 / 100,00 |      |
| Eleitorado/Participação | Eleitorado/Participação     | 4 061 | 71,44 / 100,00  | 8,19 |

### Vila do Porto
| Partido                 | Partido                     | Votos | %               | +/-   |
| ----------------------- | --------------------------- | ----- | --------------- | ----- |
|                         | Partido Social Democrata    | 1 149 | 46,63 / 100,00  | 21,45 |
|                         | Partido Socialista          | 1 010 | 40,99 / 100,00  | 2,12  |
|                         | Centro Democrático e Social | 104   | 4,22 / 100,00   | 20,25 |
|                         | Aliança Povo Unido          | 53    | 2,15 / 100,00   | 0,37  |
|                         | Outros                      | 99    | 4,01 / 100,00   |       |
| Votos Inválidos         | Votos Inválidos             | 49    | 1,98 / 100,00   | 1,83  |
| Total                   | Total                       | 2 464 | 100,00 / 100,00 |       |
| Eleitorado/Participação | Eleitorado/Participação     | 4 313 | 57,13 / 100,00  | 9,10  |

### Vila Franca do Campo
| Partido                 | Partido                     | Votos | %               | +/-   |
| ----------------------- | --------------------------- | ----- | --------------- | ----- |
|                         | Partido Social Democrata    | 2 600 | 56,61 / 100,00  | 2,63  |
|                         | Partido Socialista          | 1 426 | 31,05 / 100,00  | 8,64  |
|                         | Centro Democrático e Social | 146   | 3,18 / 100,00   | 0,47  |
|                         | Aliança Povo Unido          | 116   | 2,53 / 100,00   | 1,50  |
|                         | Outros                      | 137   | 2,99 / 100,00   |       |
| Votos Inválidos         | Votos Inválidos             | 168   | 3,66 / 100,00   | 1,80  |
| Total                   | Total                       | 4 593 | 100,00 / 100,00 |       |
| Eleitorado/Participação | Eleitorado/Participação     | 7 094 | 64,74 / 100,00  | 10,90 |

### Vila Praia da Vitória
| Partido                 | Partido                     | Votos  | %               | +/-   |
| ----------------------- | --------------------------- | ------ | --------------- | ----- |
|                         | Partido Social Democrata    | 5 551  | 55,31 / 100,00  | 0,50  |
|                         | Partido Socialista          | 3 455  | 34,43 / 100,00  | 1,94  |
|                         | Centro Democrático e Social | 372    | 3,71 / 100,00   | 0,12  |
|                         | Aliança Povo Unido          | 144    | 1,43 / 100,00   | 0,53  |
|                         | Outros                      | 260    | 2,60 / 100,00   |       |
| Votos Inválidos         | Votos Inválidos             | 254    | 2,53 / 100,00   | 0,75  |
| Total                   | Total                       | 10 036 | 100,00 / 100,00 |       |
| Eleitorado/Participação | Eleitorado/Participação     | 14 998 | 66,92 / 100,00  | 10,57 |